# Sites de métallurgie ancienne du fer du Burkina Faso
Les sites de métallurgie ancienne du fer du Burkina Faso sont un ensemble de cinq sites comportant des restes de bas fourneaux de l'Âge du fer, des vestiges de mines et des traces d'habitations, situés dans les régions Nord et Centre-Nord du Burkina Faso. Ils ont été inscrits sur la liste du Patrimoine mondial de l'Unesco en 2019, devenant le troisième élément burkinabè inscrit au Patrimoine mondial.

## Historique
Le 5 juillet 2019, une quinzaine de fourneaux debout à tirage naturel, plusieurs bases de fourneaux, des mines et des traces d'habitations ont été inscrits au Patrimoine mondial de l'Unesco lors de la session qui s'est tenu à Bakou, en Azerbaïdjan,,.

## Situation
Les bas fourneaux sont présents sur cinq sites distincts, dans les villages de Douroula, Tiwêga près de Kaya, Yamana, Kindibo et Békuy.

## Chronologie
Les sites de métallurgie du fer les plus anciens du Burkina Faso datent d'au moins 700 av. J.-C.. Les fours de réduction du minerai de fer ont cessé d'être utilisés avec la colonisation française en Afrique occidentale, à la fin du XIXe siècle. C'était auparavant une activité économique majeure de la région de la Haute-Volta.

## Description
Tous les bas fourneaux sont à induction directe avec un tirage naturel d'air.
À Tiwêga ont été classés trois fourneaux de forme tronconique, hauts de 2,60 m, construits en tuyères et enduits d'argile avec des scories dans la partie supérieure. Yamana possède deux bas fourneaux, hauts de 2,10 m, construits en terre latéritique avec des fragments de tuyères et des scories, qui ont été datés entre le XIIIe et le XIVe siècle et étaient encore en activité durant la période coloniale.